# Blastocisti
La blastocisti è una fase embrionale propria dei mammiferi (corrispondente a quella di blastula negli altri animali), successiva alla fase della morula. Si forma nelle fasi iniziali del processo di embriogenesi, con l'apparizione del blastocele. Generalmente si parla di blastocisti dal 4º al 14º giorno dopo la fecondazione.

## Dallo zigote alla blastocisti
Lo zigote una volta formatosi va incontro a una serie di divisioni mitotiche (segmentazione) che portano il numero delle sue cellule da due (mediamente 35 ore dopo la fecondazione) sino a otto, con intervalli di circa 10 ore tra una divisione mitotica e la successiva. Queste cellule, dette blastomeri, sono scarsamente adese fra di loro, formano quindi una massa poco compatta, e sono più piccole a ogni segmentazione successiva. A partire dalla terza divisione mitotica, i blastomeri, ancora contenuti all'interno della zona pellucida, iniziano a sviluppare strutture di adesione simili alle giunzioni serrate, aumentando quindi il contatto reciproco e formando una massa cellulare più compatta. Tale processo è denominato compattazione. Fino a questo stadio i blastomeri possono essere considerati cellule staminali totipotenti, dato che sono teoricamente in grado di dare origine a tutti i tipi di cellule presenti nell'organismo adulto e anche alle cellule di tutte le strutture extraembrionali o "annessi embrionali" (placenta, corion, amnios, sacco vitellino e cordone ombelicale). 
Al terzo giorno dalla fecondazione, lo stadio embrionale a otto cellule va incontro a un'ulteriore divisione mitotica che lo porta a formare una massa cellulare a 32 cellule, detta morula. Le sue cellule più interne sono denominate massa cellulare interna, possiedono giunzioni intercellulari comunicanti e saranno destinate a specializzarsi nei tessuti dell'embrione, mentre la massa cellulare esterna che le circonda possiede giunzioni più strette (serrate) e andrà a costituire prima il trofoblasto e poi le strutture extraembrionali. Il quarto giorno la morula entra nella cavità uterina tra il corno dell'utero e il fondo dell'utero; del liquido penetra attraverso la zona pellucida e negli spazi intercellulari della massa cellulare interna che si allargano sempre di più e infine si fondono a costituire una cavità interna detta blastocele. Da questo momento in poi l'embrione viene denominato blastocisti.

## Le trasformazioni della blastocisti
Il quinto giorno il blastocele si amplia sempre di più, tanto che ad un polo della blastocisti è delimitato solamente da un unico strato di cellule epiteliali piatte, derivato dalla massa cellulare esterna, che prende il nome di trofoblasto, l'altro polo è invece formato internamente dagli embrioblasti, derivanti dalla massa cellulare interna, che sono a contatto con il blastocele, ed esternamente da un paio di strati di cellule cuboidali appartenenti allo stesso trofoblasto. Contemporaneamente la blastocisti perde la zona pellucida, che si dissolve. Il sesto giorno la blastocisti tramite il suo polo embrionale entra in contatto con la parete edematosa dell'endometrio che si trova in fase secretiva. Le integrine poste sulla membrana plasmatica delle cellule cuboidali del trofoblasto si legano ai corrispondenti recettori sull'epitelio cilindrico uterino, permettendo l'aggancio della blastocisti, coadiuvate dalle proteine della matrice laminina e fibronectina, la prima favorisce l'attacco, la seconda aiuta la blastocisti nella migrazione. 
Il settimo giorno la blastocisti si appiattisce, per favorire l'attacco alla parete uterina aumentando la superficie di adesione, dopodiché alcune cellule del trofoblasto si specializzano, assumendo una forma allungata, e iniziano ad insinuarsi tra le cellule epiteliali uterine. L'ottavo giorno sempre più cellule del trofoblasto si specializzano invadendo epitelio e stroma uterino, si distinguono così due popolazioni cellulari trofoblastiche, l'una, formata dalle cellule che hanno invaso la parete uterina, mostra confini cellulari indefiniti o poco definiti ed elementi multinucleati, ed è detta sinciziotrofoblasto, la seconda, da cui queste cellule hanno origine, è il citotrofoblasto, composto da cellule cuboidali, che circonda gli embrioblasti. Le cellule del sinciziotrofoblasto non mostrano alcuna attività mitotica ma derivano tutte da precursori del citotrofoblasto che si specializzano perdendo la membrana plasmatica e fondendosi con il resto degli elementi polinucleati. 
Oltre al trofoblasto, si differenziano in due strati anche gli embrioblasti. Il primo strato, più esterno, formato da cellule cuboidali, è detto ipoblasto e darà origine alle cellule del sacco vitellino, il più interno invece è detto epiblasto, ed è formato da cellule cilindriche ed allungate nella sua porzione rivolta verso l'ipoblasto e da piccole cellule appiattite o cuboidali nella sua porzione rivolta verso il citotrofoblasto. Queste ultime sono dette amnioblasti e assieme alle cellule dello stesso epiblasto circondano la cavità amniotica che nel frattempo si è formata all'interno di quelli che erano gli embrioblasti. 
A questo stadio vi sono perciò due cavità, il blastocele o cavità blastocistica, circondato perlopiù dalle cellule appiattite e cuboidali del citotrofoblasto e dall'ipoblasto, e la cavità amniotica, più interna, circondata dalle due tipologie cellulari dell'epiblasto. Epiblasto ed ipoblasto formano una struttura a disco piatto che successivamente si svilupperà nell'embrione. Al nono e decimo giorno la blastocisti è ormai inclusa quasi totalmente nell'endometrio, ed un coagulo di fibrina chiude la comunicazione con la cavità uterina presso il polo opposto a quello dell'epiblasto. Il sinciziotrofoblasto continua ad ingrandirsi e ad insinuarsi velocemente nello stroma uterino e al suo interno iniziano a comparire delle lacune che si fanno sempre più numerose. Il citotrofoblasto si ispessisce tutt'attorno al blastocele ma rimane comunque formato da più strati cellulari solo verso il polo embrionale. Le cellule dell'epiblasto sono sempre più allungate e la cavità amniotica al loro interno si espande. Le cellule dell'ipoblasto proliferano e vanno a tappezzare la superficie interna del blastocele tramite la membrana esocelomatica di Heuser, formata da cellule ipoblastiche piatte; d'ora in poi il blastocele, ricoperto ora dall'ipoblasto e non più dal citotrofoblasto, prende il nome di cavità esocelomatica o sacco vitellino primitivo. L'undicesimo giorno l'epitelio uterino ha ormai ricoperto l'interruzione della parete uterina dovuta all'attacco della blastocisti, permane il coagulo di fibrina, e la blastocisti è ancora distinguibile come una sporgenza dell'endometrio, ma si trova ormai completamente all'interno del suo stroma. Le lacune del sinciziotrofoblasto si fanno sempre più numerose, alcune si fondono tra loro, mentre le cellule spintesi più in profondità iniziano ad attaccarsi al rivestimento endoteliale dei sinusoidi arteriosi materni posti nello stroma uterino. 
Il dodicesimo giorno l'endotelio dei capillari è reso discontinuo e il sangue defluisce nelle lacune del sinciziotrofoblasto determinando la circolazione utero-placentare. Nel frattempo le cellule dell'ipoblasto ricoprenti la cavità esocelomatica si differenziano e formano una nuova popolazione di cellule, il mesoderma extraembrionale, che prolifera velocemente e separa la superficie della cavità esocelomatica (ancora tappezzata da cellule ipoblastiche piatte) dalla superficie interna del citotrofoblasto. Il mesoderma extraembrionale separa anche gli amnioblasti e gli epiblasti dalla superficie del citotrofoblasto che non è più a contatto con le cellule che andranno a costituire l'embrione. Poco dopo, nello stesso mesoderma extraembrionale si formano cavità, che prendono complessivamente il nome di celoma extraembrionale. Due popolazioni di cellule si vengono così a formare, una ricoprente le cellule dell'ipoblasto e dell'epiblasto è detto mesoderma splancnopleurico extraembrionale, l'altra, aderente al citotrofoblasto, è detta mesoderma somatopleurico extraembrionale. I due sono separati dal celoma extraembrionale. Le cellule dell'endometrio che circondano la blastocisti (e successivamente tutte quelle dell'endometrio) accumulano sempre più glicogeno e lipidi. 
Spesso presso la sede d'impianto della blastocisti si verifica sanguinamento, in quanto il sangue che non penetra nelle lacune del sinciziotrofoblasto può occasionalmente riversarsi nello stroma endometriale e quindi in cavità uterina attraverso gli spazi intercellulari (che nel frattempo sono più deboli). Tale sanguinamento, che avviene in quella che normalmente è la fase mestruale del ciclo uterino, spesso è scambiato per una mestruazione. 
Questi cambiamenti nella morfologia dell'endometrio sono detti reazione deciduale. 
A questo stadio il disco bilaminare ha un diametro di appena 0,2 mm. Nel tredicesimo giorno l'epitelio dell'endometrio si è ormai totalmente riformato e scompare il coagulo di fibrina. Le cellule del citotrofoblasto presso il polo embrionale iniziano a formare strutture allungate che penetrano nel sinciziotrofoblasto da cui sono ricoperte, dirigendosi verso le lacune piene di sangue, che sono molto più ampie e numerose a questo polo rispetto all'opposto, formano così i villi primari. La cavità esocelomatica nel frattempo si è enormemente espansa, prendendo il nome di cavità corionica, tanto che il mesoderma somatopleurico extraembrionale appare come un sottile strato che tappezza internamente il citotrofoblasto (ora prende il nome di disco corionico), mentre lo splacnopleurico ricopre l'embrione. Nel mesoderma è possibile riscontrare residui della cavità celomatica ancora circondati da cellule ipoblastiche piatte che prendono il nome di cisti esocelomatiche. L'embrione galleggia nella cavità esocelomatica ed è connesso al trofoblasto solo da una connessione mesodermica che prende il nome di peduncolo di attacco, il quale diventerà il cordone ombelicale. Le cellule piatte dell'ipoblasto proliferano ulteriormente e vanno a racchiudere una seconda cavità da esse tappezzata, detto sacco vitellino secondario. Il suo aspetto è simile alla precedente cavità esocelomatica ma ora è molto più piccolo e ne è contenuto all'interno. Le cellule cubiche dell'ipoblasto proliferano, allungandosi conformemente all'epiblasto e costituiscono la placca precordale.